# Negevská brigáda

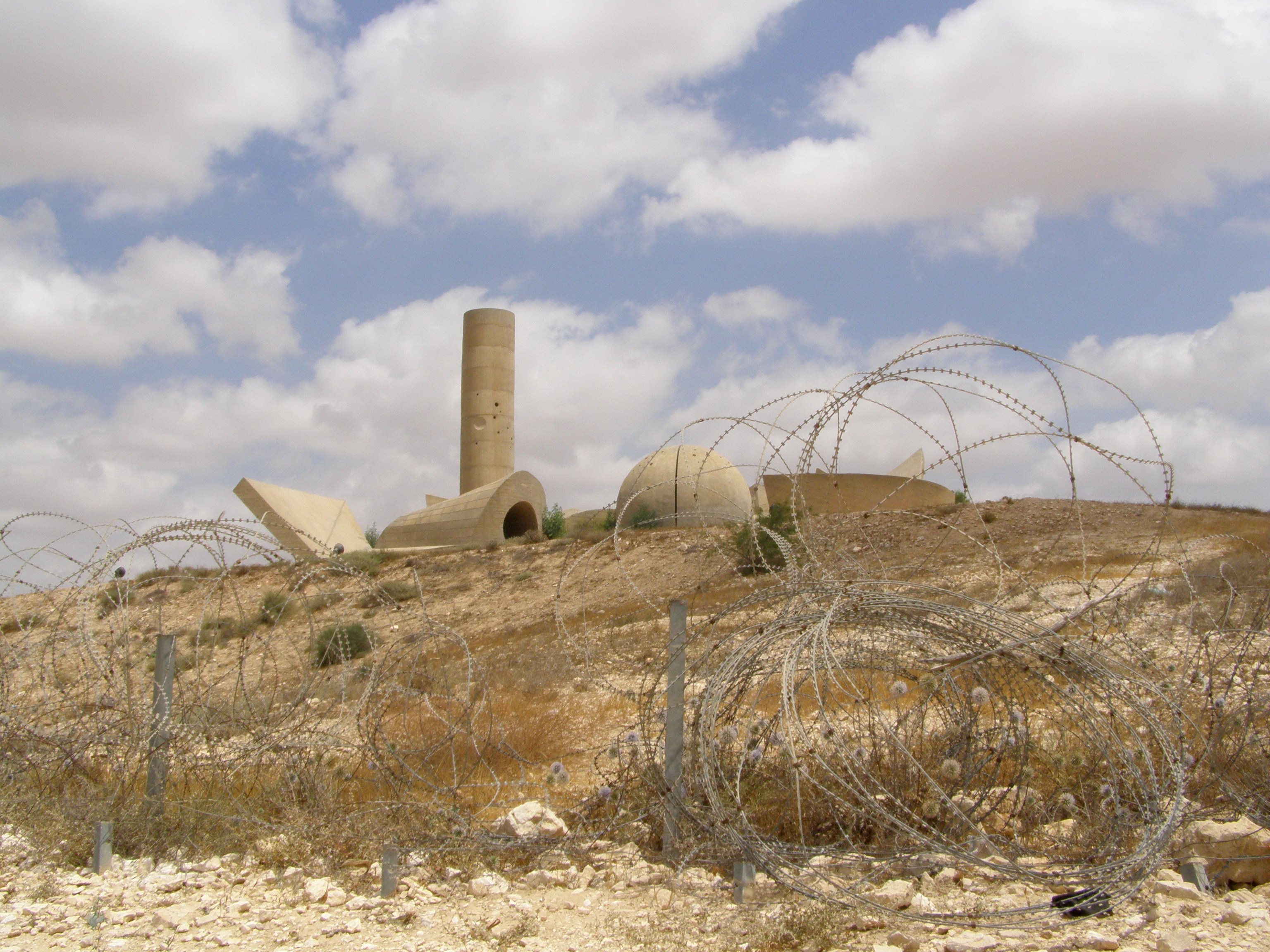
Památník Negevské brigády

12. tzv. Negevská brigáda (hebrejsky: חטיבת הנגב, Hativat ha-Negev) byla izraelská pěchotní brigáda, která byla nasazena v první arabsko-izraelské válce v roce 1948. Jejím velitelem byl Nachum "Sergej" Sarig (z toho důvodu je brigáda někdy označována jako Sergejova brigáda) a skládala se ze čtyř praporů Palmach. Negevská brigáda se zúčastnila mnoha operací v Negevské poušti, včetně operace Joav v druhé části války.
Nad městem Beerševa ji připomíná památník Negevské brigády od Dani Karavana.